# Cymbidium finlaysonianum
Cymbidium finlaysonianum är en orkidéart som beskrevs av John Lindley. Cymbidium finlaysonianum ingår i släktet Cymbidium, och familjen orkidéer. Inga underarter finns listade i Catalogue of Life.

## Bildgalleri

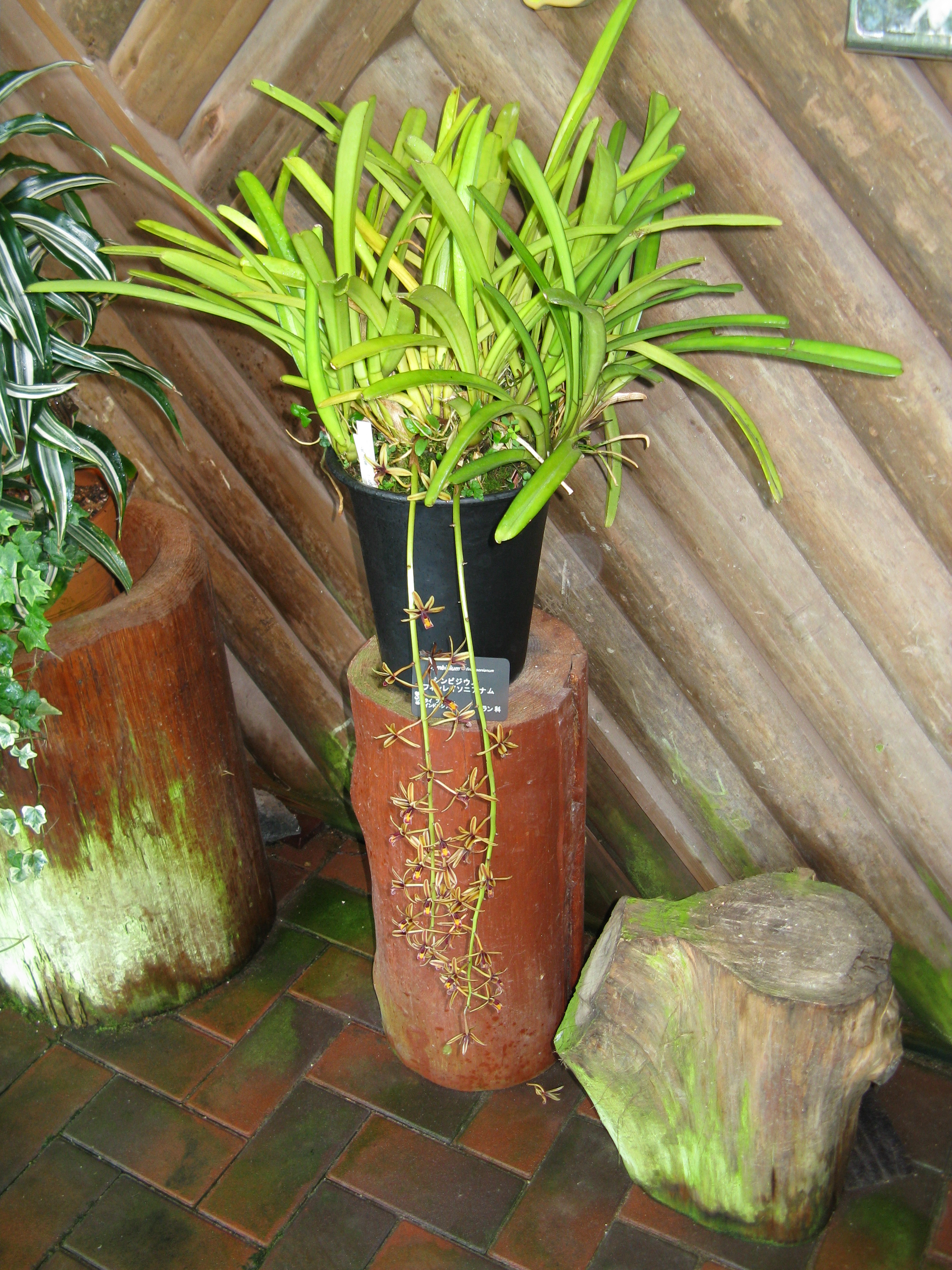
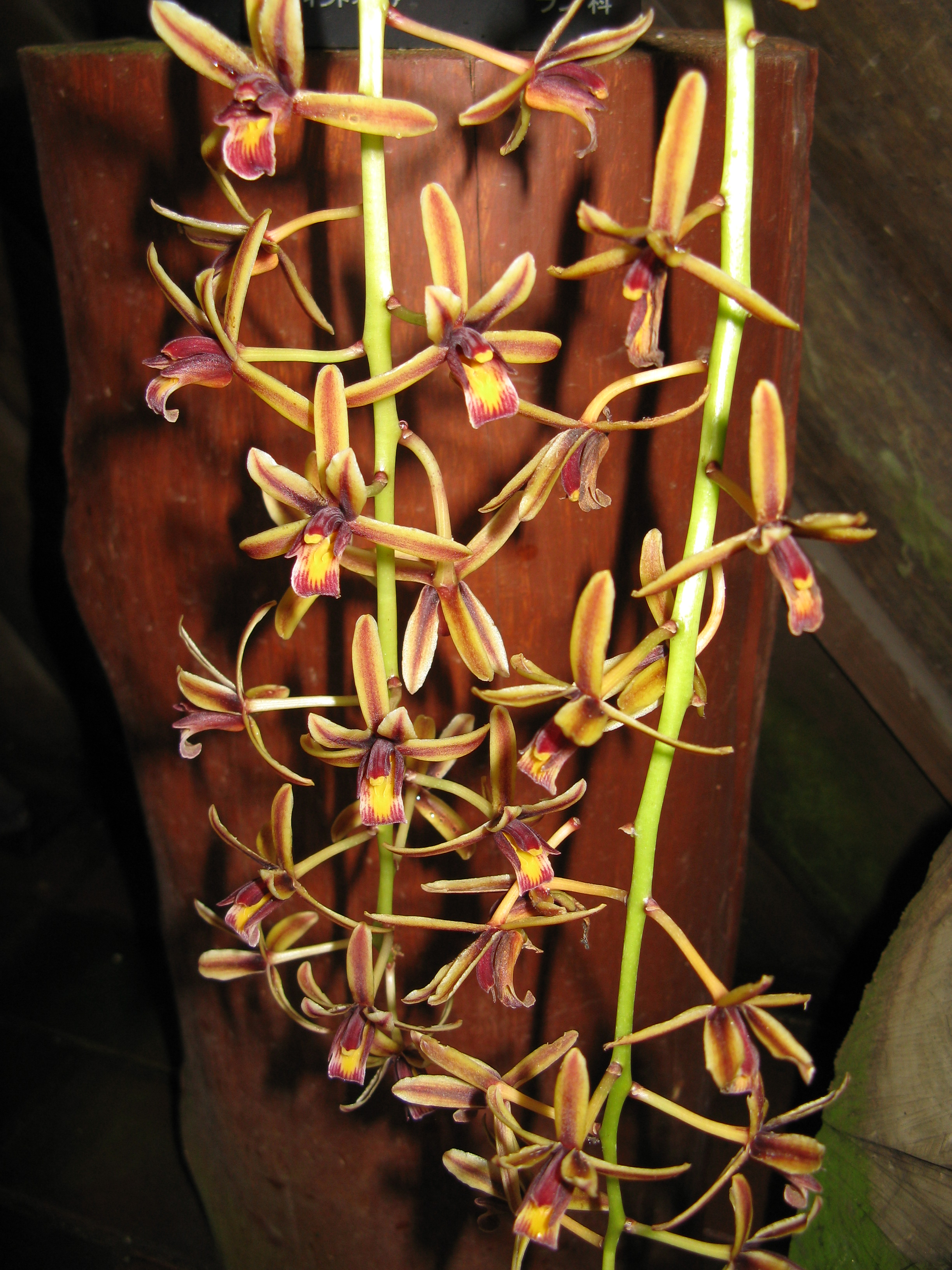
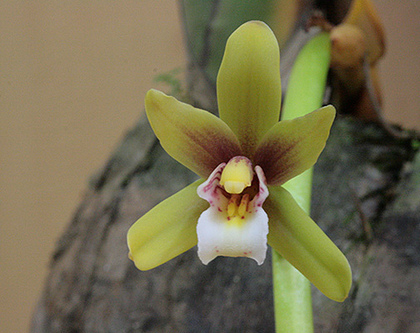